# Elk River (Minnesota)
Elk River é uma cidade localizada no estado americano de Minnesota, no Condado de Sherburne.

## Demografia
Segundo o censo americano de 2000, a sua população era de 16.447 habitantes.
Em 2006, foi estimada uma população de 22.285, um aumento de 5838 (35.5%).

## Geografia
De acordo com o United States Census Bureau tem uma área de
113,5 km², dos quais 110,5 km² cobertos por terra e 3,0 km² cobertos por água. Elk River localiza-se a aproximadamente 268 m acima do nível do mar.

## Localidades na vizinhança
O diagrama seguinte representa as localidades num raio de 16 km ao redor de Elk River.